# NK Sremac Ilača
Nogometni klub Sremac Ilača hrvatski je nogometni klub iz Ilače kraj Tovarnika.
Trenutačno se natječe se u 2. ŽNL Vukovarsko-srijemskoj NS Vukovar.

## Povijest
Klub je utemeljen 1922. pod imenom Croatia. Ime Croatia je nosio do 1941. godine, kada mijenja ime u Sremac. Godine 1991. klub je promijenio ime u Graničar, a 1998. vraća ime Sremac.

## Vanjske poveznice
- Profil, HNS Semaor